# Olympische Sommerspiele 2020/Teilnehmer (Äquatorialguinea)
| Gelbes Symbol für Goldmedaillen mit stilisierten Olympischen Ringen | Graues Symbol für Silbermedaillen mit stilisierten Olympischen Ringen | Braundes Symbol für Bronzemedaillen mit stilisierten Olympischen Ringen |
| ------------------------------------------------------------------- | --------------------------------------------------------------------- | ----------------------------------------------------------------------- |
| —                                                                   | —                                                                     | —                                                                       |

Äquatorialguinea nahm an den Olympischen Spielen 2020 in Tokio teil. Es war die insgesamt 10. Teilnahme an Olympischen Sommerspielen.

## Teilnehmer nach Sportarten

### Leichtathletik
Laufen und Gehen 
| Athleten        | Wettbewerb | Vorlauf | Vorlauf | Runde 1       | Runde 1       | Halbfinale    | Halbfinale    | Finale        | Finale        | Rang |
| Athleten        | Wettbewerb | Zeit    | Rang    | Zeit          | Rang          | Zeit          | Rang          | Zeit          | Rang          | Rang |
| --------------- | ---------- | ------- | ------- | ------------- | ------------- | ------------- | ------------- | ------------- | ------------- | ---- |
| Frauen          |            |         |         |               |               |               |               |               |               |      |
| Alba Mbo Nchama | 100 m      | 13,36 s | 24      | ausgeschieden | ausgeschieden | ausgeschieden | ausgeschieden | ausgeschieden | ausgeschieden | 68   |
| Männer          |            |         |         |               |               |               |               |               |               |      |
| Benjamín Enzema | 1500 m     | —       | —       | 3:48,17 min   | 40            | ausgeschieden | ausgeschieden | ausgeschieden | ausgeschieden | 40   |

### Schwimmen
| Athleten             | Wettbewerb    | Vorlauf | Vorlauf | Halbfinale    | Halbfinale    | Finale        | Finale        | Rang |
| Athleten             | Wettbewerb    | Zeit    | Rang    | Zeit          | Rang          | Zeit          | Rang          | Rang |
| -------------------- | ------------- | ------- | ------- | ------------- | ------------- | ------------- | ------------- | ---- |
| Männer               |               |         |         |               |               |               |               |      |
| Diosdado Miko Eyanga | 50 m Freistil | 31,03 s | 73      | ausgeschieden | ausgeschieden | ausgeschieden | ausgeschieden | 73   |